# 空気質指数

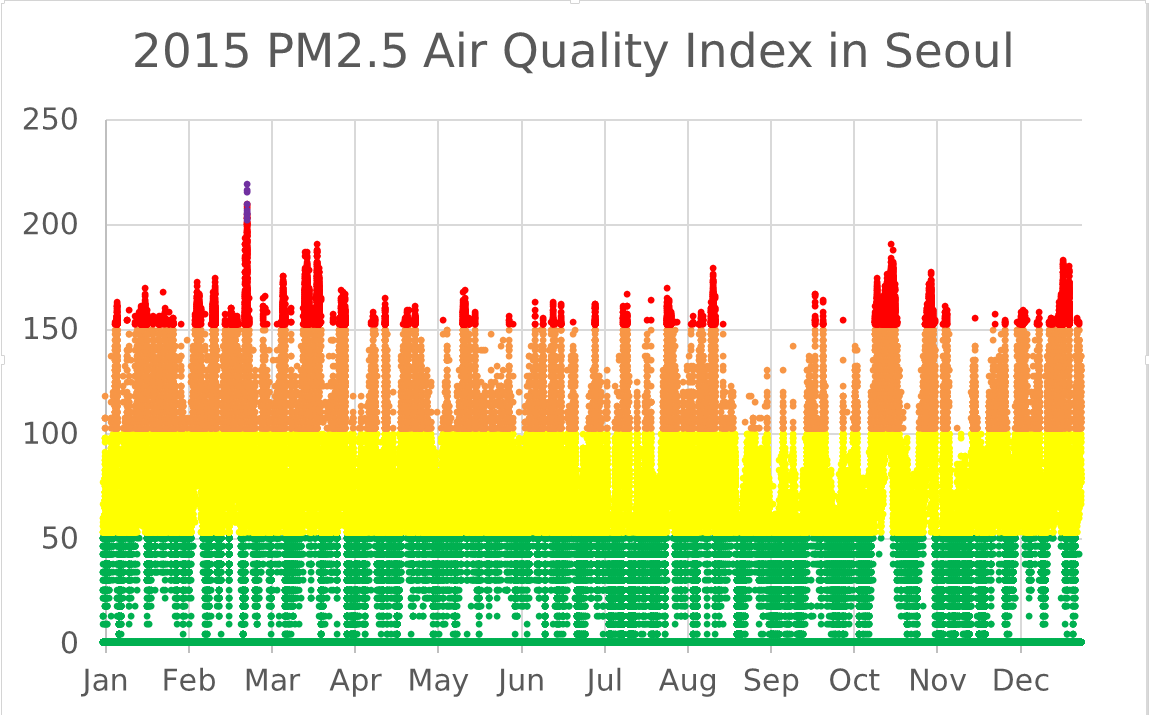
空気質指数の時間値の年間データの例（指標:CAI、2015年、韓国・ソウル）

空気質指数（くうきしつしすう、英: Air Quality Index (AQI)）または大気質指数とは、粒子状物質(PM2.5)や二酸化硫黄などの主要大気汚染物質の汚染の程度を示す指標である。環境を担当する行政機関がモニタリングを行い算出し、市民に対して観測値や予測値を発表、値が大きく健康への影響が懸念されるときは注意喚起を併せて行う。

## 概要

### EPAの空気質指数
アメリカ合衆国環境保護庁 (EPA)が1999年に提示したものが最初。アメリカでは大気浄化法の1970年改正後、公衆衛生への影響緩和のため、粒子状物質、オゾン、二酸化硫黄、二酸化窒素、一酸化炭素、鉛の6つの汚染物質に大気環境基準を設けてモニタリングが行われてきたが、周知のため指数化に至った。
EPAの空気質指数は0から500の値をとり、数値が大きくなるほど汚染度が高くなり、健康影響の説明と対応した6段階の区分があってそれぞれ配色が決められている。
それぞれの汚染物質についてAQIが100のときアメリカの大気環境基準(NAAQS)と等しくなるように設定されている。なお、環境基準には長期間のものもあるが、短時間のものを用いている。また鉛については健康影響が累積的で短期変動との関連性が低いことから除外されている。
100以下のときは一般的に健康に問題はないとされ、特に50以下は良好な空気質とされる。100を超過すると汚染リスクを受けやすいグループの人が影響を受け始めて、より値が大きくなるとすべての人が健康に影響を受け、屋外での活動を避けることが推奨される状況となる。

### その他

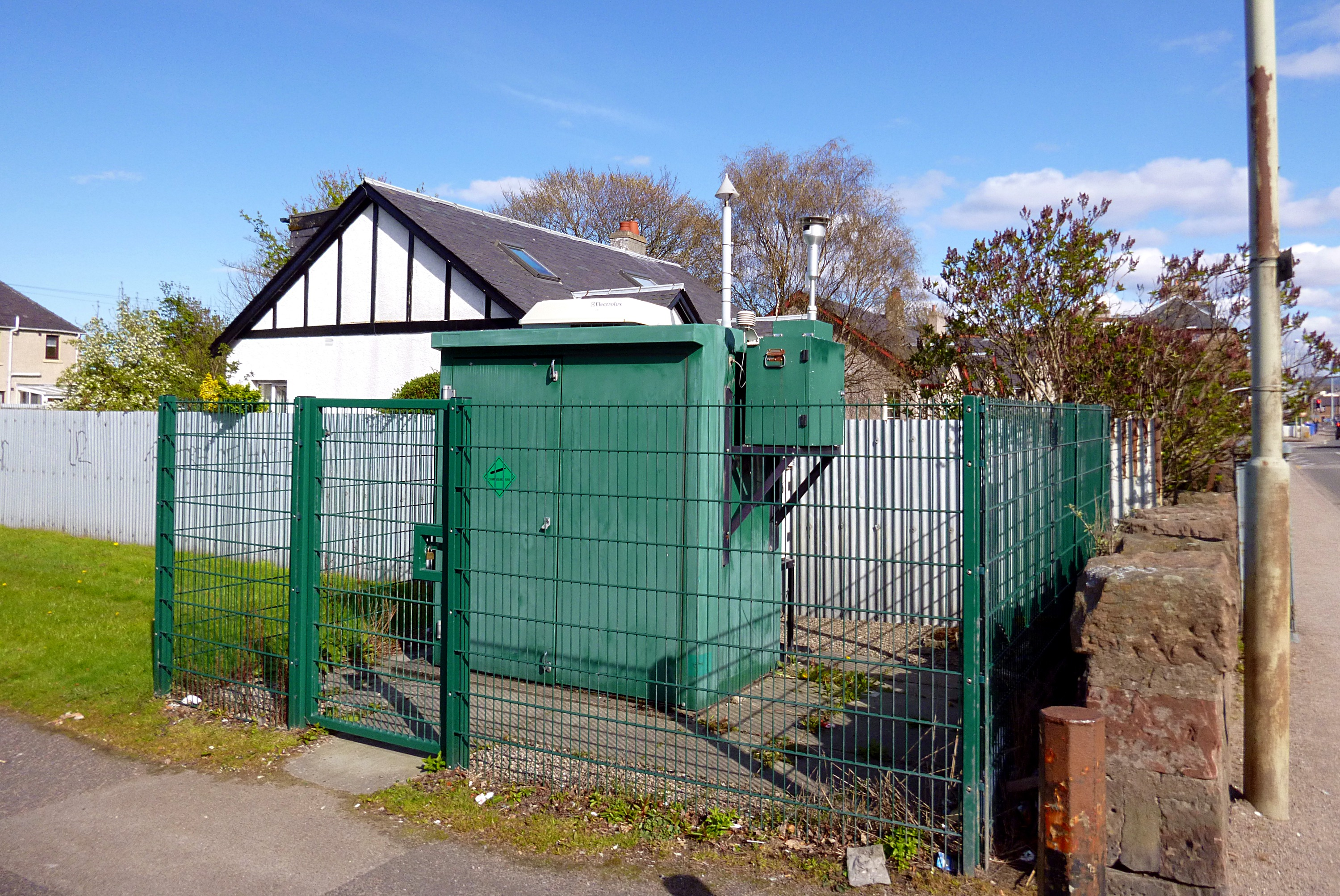
空気質指数算出に用いる大気汚染モニタリング装置（イギリス）

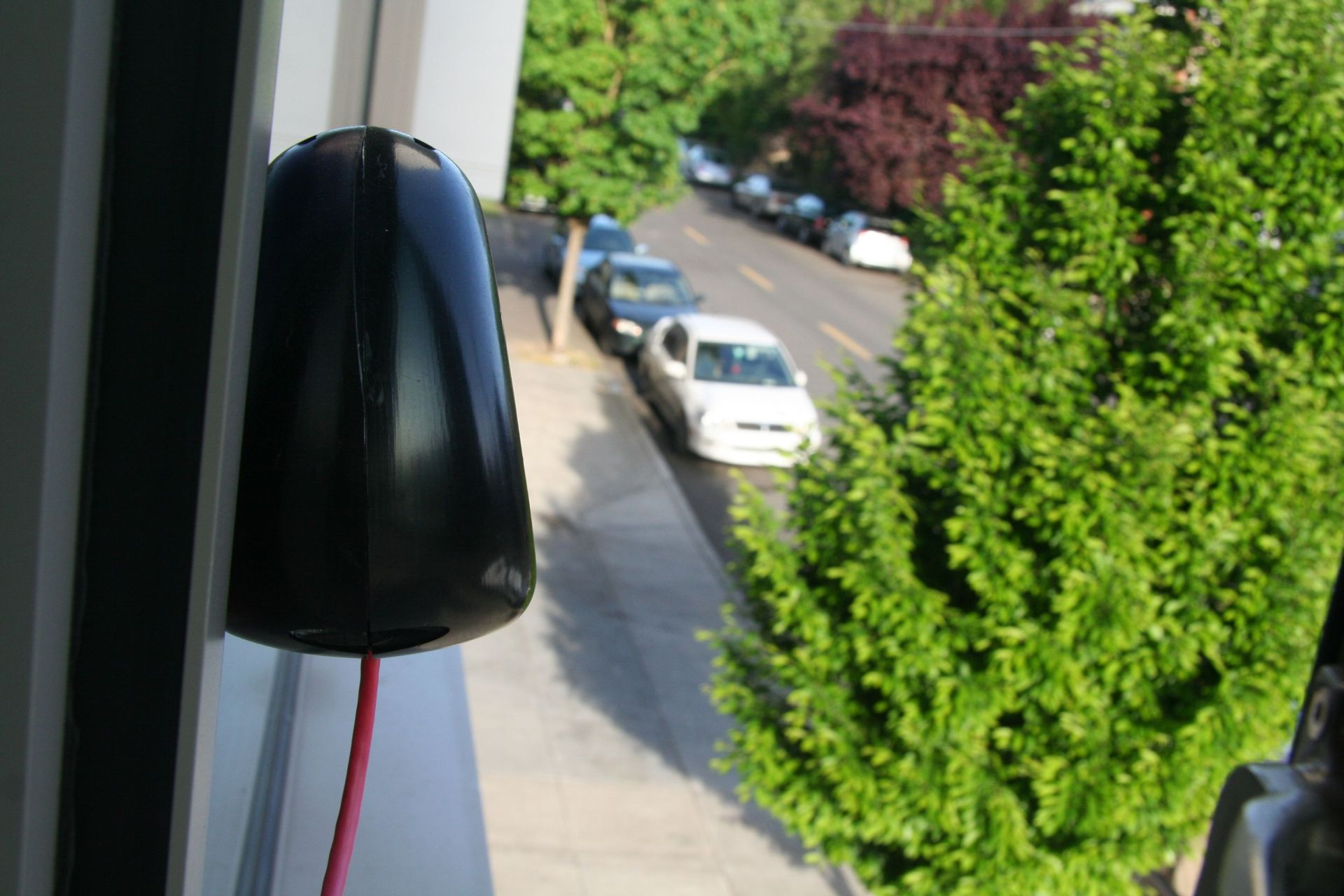
個人宅に設置された空気質センサー

EPAの空気質指数は多くの国で利用されている。一方、環境基準の違いを加味して異なる区分・名称の指数を提供する国もいくつかある。
- カナダのAir Quality Health Index (AQHI)
- メキシコのÍndice Metropolitano de la Calidad del Aire (IMECA)
- イギリスのDaily Air Quality Index
- 欧州連合 (EU)のCommon Air Quality Index (CAQI)
- 韓国のComprehensive Air-quality Index (CAI)
- シンガポールのPollutant Standards Index (PSI)
- マレーシアのAir Pollutant Index (API)
- 中国の空气质量指数
- 香港のAir Pollution Index (API)

空気質指数はふつう、それぞれの国や地域において、公的な大気汚染モニタリングネットワークからデータを収集し、環境を担当する行政機関が発表する。
ただし、民間企業が提供する例もある。例えばIQAirは、個人が購入・設置した同社のモニタリング機器からオンラインでデータを収集する参加型（クラウドソーシング）のネットワークを有し、これを利用してAQIを算出し公開している。

## 各地の空気質指数

### 北米

#### アメリカ
アメリカでは、アメリカ合衆国環境保護庁 (EPA)がAir Quality Index（AQI、空気質指数）を定め、主要都市で大気汚染物質濃度の観測を行うとともに指数を発表している。アメリカ合衆国大都市統計地域 (MSA)のうち人口35万人以上の都市（2000年国勢調査では138都市）については、毎日発表しなければならないと定められている。観測値に基づく当日の指数だけではなく、予報に基づく当日から翌日の指数も発表している。
AQIは6段階で、指数が100を超過するとSensitive Groups（敏感なグループ）に影響が生じるとされる。汚染物質ごとのSensitive Groupsは以下の通り。
- オゾン：肺疾患（呼吸器疾患）を持つ人、子供、高齢者、屋外で運動をする人
- 粒子状物質 (PM10, PM2.5)：肺疾患や心疾患を持つ人、子供、高齢者
- 一酸化炭素：心疾患を持つ人
- 二酸化硫黄：喘息を持つ人

100を超過するかしないかが健康影響の重要な判断基準とされている。した（する）場合には、主要報道機関に通知され、市民に広く伝えられることとなっている。
| 色   | 指数      | カテゴリ（健康影響）                                                     |
| 緑   | 0 - 50    | Good（良い）                                                             |
| 黄   | 51 - 100  | Moderate（並）                                                           |
| 橙   | 101 - 150 | Unhealthy for Sensitive Groups（敏感なグループにとっては健康に良くない） |
| 赤   | 151 - 200 | Unhealthy（健康に良くない）                                              |
| 紫   | 201 - 300 | Very Unhealthy（極めて健康に良くない）                                   |
| 栗色 | 301 - 500 | Hazardous（危険）                                                        |

各汚染物質の濃度と指数の関係は下の表による。両者の関係は、比例のように濃度が上がるにつれて指数も単調に上がるものではなく、0-50、51-100などの区間ごとに定められている区分線形関数である事に留意する必要がある。
| 指数 | 指数      | 濃度                 | 濃度                   | 濃度         | 濃度          | 濃度             | 濃度             | 濃度             |
| --- | --------- | -------------------- | ---------------------- | ------------ | ------------- | ---------------- | ---------------- | ---------------- |
| 指数 | 指数      | オゾン 8時間値 [ppm] | オゾン 1時間値*1 [ppm] | PM10 [μg/m3] | PM2.5 [μg/m3] | 一酸化炭素 [ppm] | 二酸化硫黄 [ppm] | 二酸化窒素 [ppm] |
| | 000 - 050 | 0.000 - 0.059        | －                     | 000 - 054    | 000.0 - 09.0  | 00.0 - 04.4      | 0.000 - 0.034    | *2               |
| | 051 - 100 | 0.060 - 0.075        | －                     | 055 - 154    | 09.1 - 035.4  | 04.5 - 09.4      | 0.035 - 0.144    | *2               |
| | 101 - 150 | 0.076 - 0.095        | 0.125 - 0.164          | 155 - 254    | 035.5 - 055.4 | 09.5 - 12.4      | 0.145 - 0.224    | *2               |
| | 151 - 200 | 0.096 - 0.115        | 0.165 - 0.204          | 255 - 354    | 055.5 - 125.4 | 12.5 - 15.4      | 0.225 - 0.304    | *2               |
| | 201 - 300 | 0.116 - 0.374        | 0.205 - 0.404          | 355 - 424    | 125.5 - 225.4 | 15.5 - 30.4      | 0.305 - 0.604    | 0.65 - 1.24      |
| | 301 - 500 | *3                   | 0.405 - 0.604          | 425 - 604    | 225.5 - 325.4 | 30.5 - 50.4      | 0.605 - 1.004    | 1.25 - 2.04      |
| 2024年5月時点の基準 - 1：オゾンは普通8時間値を用いるが、地点により1時間値を用いる場所があり、この場合8時間値・1時間値ともに算出してより高い値をオゾンのAQIとする。 - 2：アメリカでは二酸化窒素の短時間の環境基準はない。そのため、AQIは201以上の高濃度の場合のみ算出する。 - 3：オゾン8時間値はAQI301以上を定義していない。この濃度では原則として1時間値を用いる。 |           |                      |                        |              |               |                  |                  |                  |

上の表を参照しながら、以下のように算出する。
{\displaystyle {\frac {I_{high}-I_{low}}{C_{high}-C_{low}}}(C-C_{low})+I_{low}=AQI}
{\displaystyle C}は観測濃度または予測濃度、
{\displaystyle C_{low}}は表中で{\displaystyle C}の値が当てはまる濃度区間の下限値、
{\displaystyle C_{high}}は表中で{\displaystyle C}の値が当てはまる濃度区間の上限値、
{\displaystyle I_{low}}は表中で{\displaystyle C}の値が当てはまる指数区間の下限値、
{\displaystyle I_{high}}は表中で{\displaystyle C}の値が当てはまる指数区間の上限値。
（例）PM2.5が40.9μg/m3だったとすると、濃度区間は35.5- 55.4、指数区間は101 - 150となるので、
{\displaystyle {\frac {150-101}{55.4-35.5}}(40.9-35.5)+101=114}
となり、PM2.5のAQIは114 (Unhealthy for Sensitive Groups)となる。
複数の大気汚染物質についてそれぞれ指数を算出し、最も高い値をその地点のAQIとし、その値の物質を主要汚染物質とする。例えば、ある地点のオゾン（8時間値）がAQI 108、PM10がAQI 57、PM2.5がAQI 65、一酸化炭素がAQI 37、二酸化硫黄がAQI 43だったとすると、最も高い値である108がその地点のAQI、主要汚染物質はオゾンと発表される。
2024年5月には、最新の知見を反映してPM2.5の算出基準がより厳しく改正されている。
| 指数 | 指数      | 健康影響 | 健康影響 | 健康影響                                                                                                 | 健康影響 |
| --- | --------- | --- | --- | --- | --- |
| 指数 | 指数      | オゾン | 粒子状物質(PM10,PM2.5) | 一酸化炭素                                                                                               | 二酸化硫黄 |
| | 000 - 050 | なし | なし | なし | なし |
| | 051 - 100 | 非常に敏感な人は、呼吸器症状を生じる事がある。                                                                                                   | 非常に敏感な人は、呼吸器症状を生じる事がある。心肺疾患を持つ人や高齢者は、心疾患や肺疾患が悪化する可能性がある。                                       | なし | なし |
| | 101 - 150 | 呼吸器症状が増加する。運動をする人、喘息などの呼吸器疾患を持つ人は呼吸時の負荷が増す。                                                           | 敏感な人は、呼吸器症状を生じる可能性がある。心肺疾患を持つ人や高齢者は、心疾患や肺疾患が悪化する可能性や早死の可能性がある。                           | 心疾患を持つ人は、胸の痛みや、心血管症状悪化による運動耐容能低下（息切れなど）を生じる可能性が高くなる。 | 喘息を持つ人は、呼吸時の負荷が増したり息苦しさを感じたりするなどの呼吸器症状を生じる可能性がある。                                           |
| | 151 - 200 | 運動をする人、喘息などの呼吸器疾患を持つ人は呼吸困難の恐れが高くなる。それ以外の人でも呼吸器症状を生じる可能性がある。                           | 心肺疾患を持つ人や高齢者は、心疾患や肺疾患が悪化する可能性や早死の可能性が高くなる。それ以外の人でも呼吸器症状を生じる可能性がある。                   | 心疾患を持つ人は、胸の痛みや、心血管症状悪化による運動耐容能低下（息切れなど）を生じる。                 | 喘息を持つ人は、息苦しさや喘鳴などの呼吸器症状が悪化する。心疾患や肺疾患が悪化する可能性がある。                                             |
| | 201 - 300 | 運動をする人、喘息などの呼吸器疾患を持つ人は重篤な呼吸器症状や呼吸困難の恐れがさらに高くなる。それ以外の人でも呼吸器症状を生じる恐れが高くなる。 | 心肺疾患を持つ人や高齢者は、心疾患や肺疾患が悪化する可能性や早死の可能性が顕著に高くなる。それ以外の人でも呼吸器症状を生じる可能性が顕著に高くなる。   | 心疾患を持つ人は、胸の痛みなどの心血管症状悪化を顕著に生じる。                                           | 喘息を持つ人は、喘鳴や息切れなどの呼吸器症状が顕著に悪化する。心疾患や肺疾患が悪化する。                                                     |
| | 301 - 500 | 運動をする人、喘息などの呼吸器疾患を持つ人は重篤な呼吸器症状や呼吸困難の恐れが高い。それ以外の人でも呼吸器症状を生じる恐れがさらに高くなる。     | 心肺疾患を持つ人や高齢者は、心疾患や肺疾患が悪化する可能性や早死の可能性が深刻なレベルに達する。それ以外の人でも呼吸器症状を生じる深刻なリスクとなる。 | 心疾患を持つ人は、胸の痛みなどの重篤な心血管症状悪化を生じる。それ以外の人でも激しい運動が難しくなる。   | 喘息を持つ人は、喘鳴や息切れなどの重篤な呼吸器症状を生じる。心疾患や肺疾患がさらに悪化する。それ以外の人でも呼吸器症状を生じる可能性がある。 |
| 非公式の翻訳のため、参考。出典：“Technical Assistance Document...”、アメリカ環境保護庁、2009年、8-9頁。 |           | | | | |

| 指数 | 指数      | 健康影響 | 健康影響 | 健康影響 | 健康影響 |
| --- | --------- | --- | --- | --- | --- |
| 指数 | 指数      | オゾン | 粒子状物質(PM10,PM2.5) | 一酸化炭素 | 二酸化硫黄 |
| | 000 - 050 | なし | なし | なし | なし |
| | 051 - 100 | 非常に敏感な人は、屋外での長時間または激しい活動を減らすよう検討する必要がある。                                                                                                   | 非常に敏感な人は、長時間または激しい活動を減らすよう検討する必要がある。                                                                         | なし | なし |
| | 101 - 150 | 運動する人や、喘息などの呼吸器疾患を持つ人は、屋外での長時間または激しい活動を減らす必要がある。                                                                                   | 心疾患や肺疾患を持つ人、高齢者、子供は、長時間または激しい活動を減らす必要がある。                                                               | 狭心症などの心疾患を持つ人は、激しい活動を制限し、（一酸化炭素排出量が多い）交通量の多い場所などを避ける必要がある。                                             | 喘息を持つ人は、屋外での活動を制限するよう検討する必要がある。                                                                     |
| | 151 - 200 | 運動する人や、喘息などの呼吸器疾患を持つ人は、屋外での長時間または激しい活動を中止する必要がある。それ以外の人でも、特に子供は、屋外での長時間または激しい活動を減らす必要がある。 | 心疾患や肺疾患を持つ人、高齢者、子供は、長時間または激しい活動を中止する必要がある。それ以外の人でも、長時間または激しい活動を減らす必要がある。 | 狭心症などの心疾患を持つ人は、活動を制限し、（一酸化炭素排出量が多い）交通量の多い場所などを避ける必要がある。                                                   | 子供、喘息を持つ人、心疾患や肺疾患を持つ人は、屋外での活動を制限する必要がある。                                                   |
| | 201 - 300 | 喘息などの呼吸器疾患を持つ人は、全ての屋外活動を中止する必要がある。それ以外の人でも、屋外での運動は中止する必要があり、特に子供は、屋外での活動を減らす必要がある。               | 心疾患や肺疾患を持つ人、高齢者、子供は、全ての屋外活動を中止する必要がある。それ以外の人でも、長時間または激しい活動を中止する必要がある。       | 狭心症などの心疾患を持つ人は、活動を制限し、（一酸化炭素排出量が多い）交通量の多い場所などを避ける必要がある。                                                   | 子供、喘息を持つ人、心疾患や肺疾患を持つ人は、屋外での活動を中止する必要がある。それ以外の人でも、屋外での活動を減らす必要がある。 |
| | 301 - 500 | 全ての人が屋外活動を中止する必要がある。 | 全ての人が屋外活動を中止する必要がある。特に、心疾患や肺疾患を持つ人、高齢者、子供は、屋内に留まって激しい活動を避け静かに過ごす必要がある。     | 狭心症などの心疾患を持つ人は、活動を制限し、（一酸化炭素排出量が多い）交通量の多い場所などを避ける必要がある。それ以外の人でも、激しい活動を制限する必要がある。 | 子供、喘息を持つ人、心疾患や肺疾患を持つ人は、屋内に留まる必要がある。それ以外の人でも、屋外での活動を中止する必要がある。         |
| 非公式の翻訳のため、参考。出典：“Technical Assistance Document...”、アメリカ環境保護庁、2009年、10-11頁。 |           | | | | |

#### カナダ
カナダでは、Air Quality Health Index（AQHI、空気質健康指数）を発表している。4段階となっていて、対象物質はPM10、PM2.5、オゾン、二酸化窒素の4種類。
| 色                         | 指数     | カテゴリ（健康へのリスク） | 高リスク者                                                 | 高リスク者以外                                                                                             |
|                            | 01 - 03  | Low（低い）                | 通常の屋外活動が可能。                                     | 屋外活動に適した空気質。                                                                                   |
|                            | 01 - 03  | Low（低い）                | 通常の屋外活動が可能。                                     | 屋外活動に適した空気質。                                                                                   |
|                            | 01 - 03  | Low（低い）                | 通常の屋外活動が可能。                                     | 屋外活動に適した空気質。                                                                                   |
|                            | 04 - 06  | Moderate（中程度）         | 症状が出ている場合、屋外の激しい活動を減らす検討が必要。   | 咳やのどの症状を感じない限り、屋外活動の検討は必要ない。                                                   |
|                            | 04 - 06  | Moderate（中程度）         | 症状が出ている場合、屋外の激しい活動を減らす検討が必要。   | 咳やのどの症状を感じない限り、屋外活動の検討は必要ない。                                                   |
|                            | 04 - 06  | Moderate（中程度）         | 症状が出ている場合、屋外の激しい活動を減らす検討が必要。   | 咳やのどの症状を感じない限り、屋外活動の検討は必要ない。                                                   |
|                            | 07 - 010 | High（高い）               | 屋外の激しい活動を減らす必要がある。子供や高齢者も同様。   | 過去に同様の汚染レベルで咳やのどの症状を経験した人は、屋外の激しい活動を減らす検討が必要。                 |
|                            | 07 - 010 | High（高い）               | 屋外の激しい活動を減らす必要がある。子供や高齢者も同様。   | 過去に同様の汚染レベルで咳やのどの症状を経験した人は、屋外の激しい活動を減らす検討が必要。                 |
|                            | 07 - 010 | High（高い）               | 屋外の激しい活動を減らす必要がある。子供や高齢者も同様。   | 過去に同様の汚染レベルで咳やのどの症状を経験した人は、屋外の激しい活動を減らす検討が必要。                 |
|                            | 07 - 010 | High（高い）               | 屋外の激しい活動を減らす必要がある。子供や高齢者も同様。   | 過去に同様の汚染レベルで咳やのどの症状を経験した人は、屋外の激しい活動を減らす検討が必要。                 |
|                            | 0+10     | Very high（非常に高い）    | 屋外の激しい活動を中止する必要がある。子供や高齢者も同様。 | 屋外の激しい活動を減らす検討が必要。特に、過去に同様の汚染レベルで咳やのどの症状を経験した人は検討が必要。 |
| 非公式の翻訳のため、参考。 |          |                            |                                                            | |

### ヨーロッパ (EU)
欧州連合では、共通指標としてCommon Air Quality Index（CAQI、共通空気質指数）を発表している。5段階となっていて、対象物質はPM10、PM2.5、二酸化硫黄、一酸化炭素、オゾン、二酸化窒素の6種類。
| 色 | 指数       | カテゴリ                |
|    | 00 - 025   | Very low（非常に低い）  |
|    | 025 - 050  | Low（低い）             |
|    | 050 - 075  | Medium（中程度）        |
|    | 075 - 0100 | High（高い）            |
|    | 0>100      | Very high（非常に高い） |

#### イギリス
イギリスでは、Daily Air Quality Index（DQHI、空気質健康指数）を発表している。4段階となっていて、対象物質はPM10、PM2.5、オゾン、二酸化窒素の4種類。
| 色                         | 指数    | カテゴリ                | 高リスク者 | 高リスク者以外 |
|                            | 01 - 03 | Low（低い）             | 通常の屋外活動が可能。 | 通常の屋外活動が可能。 |
|                            | 01 - 03 | Low（低い）             | 通常の屋外活動が可能。 | 通常の屋外活動が可能。 |
|                            | 01 - 03 | Low（低い）             | 通常の屋外活動が可能。 | 通常の屋外活動が可能。 |
|                            | 04 - 06 | Moderate（中程度）      | 肺疾患や心疾患を持つ人は、特に屋外で、激しい活動を減らすことを検討する必要がある。                                                   | 通常の屋外活動が可能。 |
|                            | 04 - 06 | Moderate（中程度）      | 肺疾患や心疾患を持つ人は、特に屋外で、激しい活動を減らすことを検討する必要がある。                                                   | 通常の屋外活動が可能。 |
|                            | 04 - 06 | Moderate（中程度）      | 肺疾患や心疾患を持つ人は、特に屋外で、激しい活動を減らすことを検討する必要がある。                                                   | 通常の屋外活動が可能。 |
|                            | 07 - 09 | High（高い）            | 肺疾患や心疾患を持つ人（特に、過去に同様の汚染レベルで症状悪化の経験がある人）、高齢者は、特に屋外で、激しい活動を減らす必要がある。 | 周囲の誰かが目の痛み、咳やのどの痛みなどの不快感を訴えるような場合、特に屋外で、激しい活動を減らすことを検討する必要がある。 |
|                            | 07 - 09 | High（高い）            | 肺疾患や心疾患を持つ人（特に、過去に同様の汚染レベルで症状悪化の経験がある人）、高齢者は、特に屋外で、激しい活動を減らす必要がある。 | 周囲の誰かが目の痛み、咳やのどの痛みなどの不快感を訴えるような場合、特に屋外で、激しい活動を減らすことを検討する必要がある。 |
|                            | 07 - 09 | High（高い）            | 肺疾患や心疾患を持つ人（特に、過去に同様の汚染レベルで症状悪化の経験がある人）、高齢者は、特に屋外で、激しい活動を減らす必要がある。 | 周囲の誰かが目の痛み、咳やのどの痛みなどの不快感を訴えるような場合、特に屋外で、激しい活動を減らすことを検討する必要がある。 |
|                            | 010     | Very high（非常に高い） | 肺疾患や心疾患を持つ人、高齢者は、激しい活動を中止する必要がある。                                                                   | 特に屋外で、活動を減らす必要がある。咳やのどの痛みなどを感じた場合は、特に検討が必要。                                       |
| 非公式の翻訳のため、参考。 |         |                         | | |

### アジア

#### 韓国
韓国では、統合大気環境指数（통합대기환경지수, Comprehensive air-quality index, 略称 CAI）を発表している。4段階となっていて、対象物質はPM2.5、PM10、一酸化炭素、二酸化硫黄、オゾン、二酸化窒素の6種類。
| 色                         | 指数      | カテゴリ               | 健康影響                                                   |
| 青                         | 0 - 50    | 좋음（良い）           | 大気汚染に関連する疾患を持つ人にも影響はない。             |
| 緑                         | 51 - 100  | 보통（普通）           | 長い期間暴露すると疾患を持つ人に影響を及ぼす可能性がある。 |
| 黄                         | 101 - 250 | 나쁨（悪い）           | 疾患を持つ人や敏感な人に影響を及ぼす可能性がある。         |
| 赤                         | 251 - 500 | 매우나쁨（極めて悪い） | 疾患を持つ人や敏感な人に深刻な影響を及ぼす可能性がある。   |
| 非公式の翻訳のため、参考。 |           |                        |                                                            |

#### 中国
中国では、従来の空气污染指数（Air Pollution Index, API、空気汚染指数）に変えて2012年から空气质量指数（Air Quality Index, AQI、空気質指数）を発表している。6段階となっていて、対象物質はPM10、PM2.5、一酸化炭素、二酸化硫黄、オゾン、二酸化窒素の6種類。
| 色                         | 指数      | カテゴリ                      | 健康影響                                                                                   | 措置 |
|                            | 0 - 50    | 一級 優（優秀）               | 空気の質は十分な状態。                                                                     | 全ての人は通常の活動が可能。 |
|                            | 51 - 100  | 二級 良（良）                 | 非常に敏感な人は健康に影響を受ける可能性がある。                                           | 非常に敏感な人は屋外での活動を減らす必要がある。                                                                                             |
|                            | 101 - 150 | 三級 輕度污染（軽度の汚染）   | 敏感な人は健康に軽度の影響を受ける。健康な人の中にも症状が出始める人がいる。               | 子供、高齢者、心疾患や肺疾患を持つ人は、屋外での長時間または激しい活動を減らす必要がある。                                                   |
|                            | 151 - 200 | 四級 中度污染（中程度の汚染） | 敏感な人は健康への影響が大きくなる。健康な人でも呼吸器や循環器症状が出る可能性がある。     | 子供、高齢者、心疾患や肺疾患を持つ人は、屋外での長時間または激しい活動を中止する必要がある。健康な人でも屋外での運動を減らす必要がある。     |
|                            | 201 - 300 | 五級 重度污染（重度の汚染）   | 敏感な人は健康への影響が顕著に大きくなり、運動耐容能低下を生じる。健康な人でも症状が出る。 | 子供、高齢者、心疾患や肺疾患を持つ人は、屋外活動を中止して室内に留まる必要がある。                                                           |
|                            | 301 - 500 | 六級 嚴重污染（深刻な汚染）   | 健康な人でも運動耐容能低下を生じ、明らかな症状が出る。特定の疾患の患者が増加する。         | 子供、高齢者、心疾患や肺疾患を持つ人は、室内に留まって激しい活動を避け静かに過ごす必要がある。健康な人でも屋外での活動を中止する必要がある。 |
| 非公式の翻訳のため、参考。 |           |                               |                                                                                            | |

### 日本
日本では、都道府県などが大気汚染物質の測定局を設置してモニタリングを行っていて、大気汚染に関する注意喚起は「光化学スモッグ注意報」などの大気汚染注意報の発表、および暫定的な指針に基づくPM2.5の注意喚起により行われている。東京都のように測定データを独自のサイトで公表しているところもある。
そして、環境省はこれらの測定値や注意報発表状況のデータを収集しインターネットで公表する「環境省大気汚染物質広域監視システム」（愛称:そらまめくん）を提供している。汚染の程度は、平時は測定数値そのもの（生データ）として提供され、濃度が高まったときのみ注意報などの形で周知される。
日本の環境担当行政機関では、空気質指数は使用していない。
参考として「そらまめくん」における測定値表の配色を以下に示す。原則として、環境基準を超過する段階が黄色に設定されている。また光化学オキシダントについては、光化学スモッグ注意報や警報の基準が橙色や赤色に設定されている。
| 配色 | 配色               | 濃度 1時間値 | 濃度 1時間値    | 濃度 1時間値                | 濃度 1時間値                  | 濃度 1時間値            | 濃度 1時間値                                      | 濃度 1時間値     |
| --- | ------------------ | --- | --------------- | --------------------------- | ----------------------------- | ----------------------- | ------------------------------------------------- | ---------------- |
| 配色 | 配色               | 二酸化硫黄 [ppm] | 一酸化窒素[ppm] | 二酸化窒素 [ppm]            | 光化学オキシダント [ppm]      | 非メタン炭化水素 [ppmC] | SPM [mg/m3]*1                                     | PM2.5 [μg/m3]    |
| |                    | 0.000 - 0.020 | 0.000 - 0.050   | 0.000 - 0.020               | 0.000 - 0.020                 | 0.00 - 0.09             | 0.000 - 0.050                                     | 10以下*2         |
| |                    | 0.021 - 0.040 | 0.051 - 0.100   | 0.021 - 0.040               | 0.021 - 0.040                 | 0.10 - 0.19             | 0.051 - 0.100                                     | 11 - 15          |
| |                    | 0.041 - 0.100 | 0.101 - 0.200   | 0.041 - 0.060               | 0.041 - 0.060                 | 0.20 - 0.31             | 0.101 - 0.200                                     | 16 - 35          |
| |                    | 0.101 - 0.120 | 0.201 - 0.400   | 0.061 - 0.100               | 0.061 - 0.119                 | 0.32 - 0.50             | 0.201 - 0.400                                     | 36 - 50          |
| |                    | 0.121 - 0.150 | 0.401 - 0.600   | 0.101 - 0.200               | 0.120 - 0.239                 | 0.51 - 1.00             | 0.401 - 0.600                                     | 51 - 70          |
| |                    | 0.151以上 | 0.601以上       | 0.201以上                   | 0.240以上                     | 1.01以上                | 0.601以上                                         | 71以上           |
| 短期の環境基準 | 短期の環境基準     | 1時間値 0.1以下 1日平均値 0.04以下 | -               | 1日平均値 0.06以下          | 1時間値 0.06以下              | -*3                     | 1時間値 0.20以下 1時間値の1日平均値 0.10以下      | 1日平均値 35以下 |
| 注意報・警報の基準 | 注意報・警報の基準 | 注意報 0.2以上が3時間継続 または 0.3以上が2時間継続 または 0.5以上 または 48時間平均値0.15以上 警報 0.5以上が3時間継続 または 0.7以上が2時間継続 | -               | 注意報 0.5以上 警報 1.0以上 | 注意報 0.12以上 警報 0.24以上 | -                       | 注意報 2.0以上が2時間継続 警報 3.0以上が3時間継続 | -                |
| 2024年9月時点の配色 - 1：数値を1000倍するとμg/m3となる。 - 2：誤差により0未満のマイナスの値が出る場合もある。これを一律に0に校正すると1日平均値に偏りが出るためそのままとしている。なお、一定以上の大きな誤差は欠測扱いにするなどのルールがある。 - 3：「光化学オキシダントの生成防止のための大気中炭化水素濃度の指針」（1976年中央公害対策審議会答申）にて、午前6時から9時までの濃度を0.20 - 0.31ppmCの範囲以下とすべきであるとしている。 |                    | |                 |                             |                               |                         |                                                   |                  |